# All American Co-Ed
All American Co-Ed è un film statunitense del 1941, diretto da LeRoy Prinz, con Frances Langford.

## Trama
Il giornalista Hap Holden e la sua giovane collega Virginia Collinge propongono alla zia di quest’ultima, Matilda, rettrice del college femminile di orticultura Mar Brynn, una trovata pubblicitaria per risollevare le sorti della scuola, specie nei confronti del rivale college maschile Zeta, dell’università di Quinceton. Si tratta di organizzare un concorso fotografico per ragazze, su tema agreste e floreale: le vincitrici sarebbero state ammesse gratuitamente agli studi presso il Mar Brynn.
Gli studenti dello Zeta decidono di far partecipare uno di loro, in abiti femminili, al concorso: la scelta cade su Bob Sheppard, che, fra “le vincitrici”, si fa chiamare Bobbie e trova alloggio fra le ragazze del Mar Brynn.
Molti stratagemmi vengono messi in atto da Bob per non tradire la propria identità maschile. Alla fine Bob si innamora di Virginia, ma l’identità segreta dello studente rimarrà per essa sconosciuta fino quasi alla fine.
Le ragazze del Mar Brynn organizzano una rappresentazione danzante che, contrariamente alle intenzioni di Matilda Collinge, risulterà essere un’ulteriore spinta promozionale per lo Zeta.